# Pinney's Beach
Pinney's Beach is een strand op het eiland Nevis in Saint Kitts en Nevis. Het strand is ongeveer 5 km lang, en het langste strand van het eiland. Het strand is vernoemd naar Azariah Pinney die in 1685 een van de grootste plantages van het eiland stichtte.

## Overzicht
Pinney's Beach is een bruinzandstrand. Het is beschermd door een rif, en heeft kalm en rustig water. Het Four Seasons Hotel bevindt in het zuidelijk gedeelte van het strand, maar alle stranden op Nevis zijn openbaar. Aan de noordkant is het strand begrensd door Sea Bridge  waar de autoveer naar Saint Kitts vertrekt.
Pinney's Beach heeft veel eet- en drinkgelegenheden, en als een gedeelte te druk is er verderop een rustig gedeelte te vinden. Het strand is omzoomd door palmbomen.

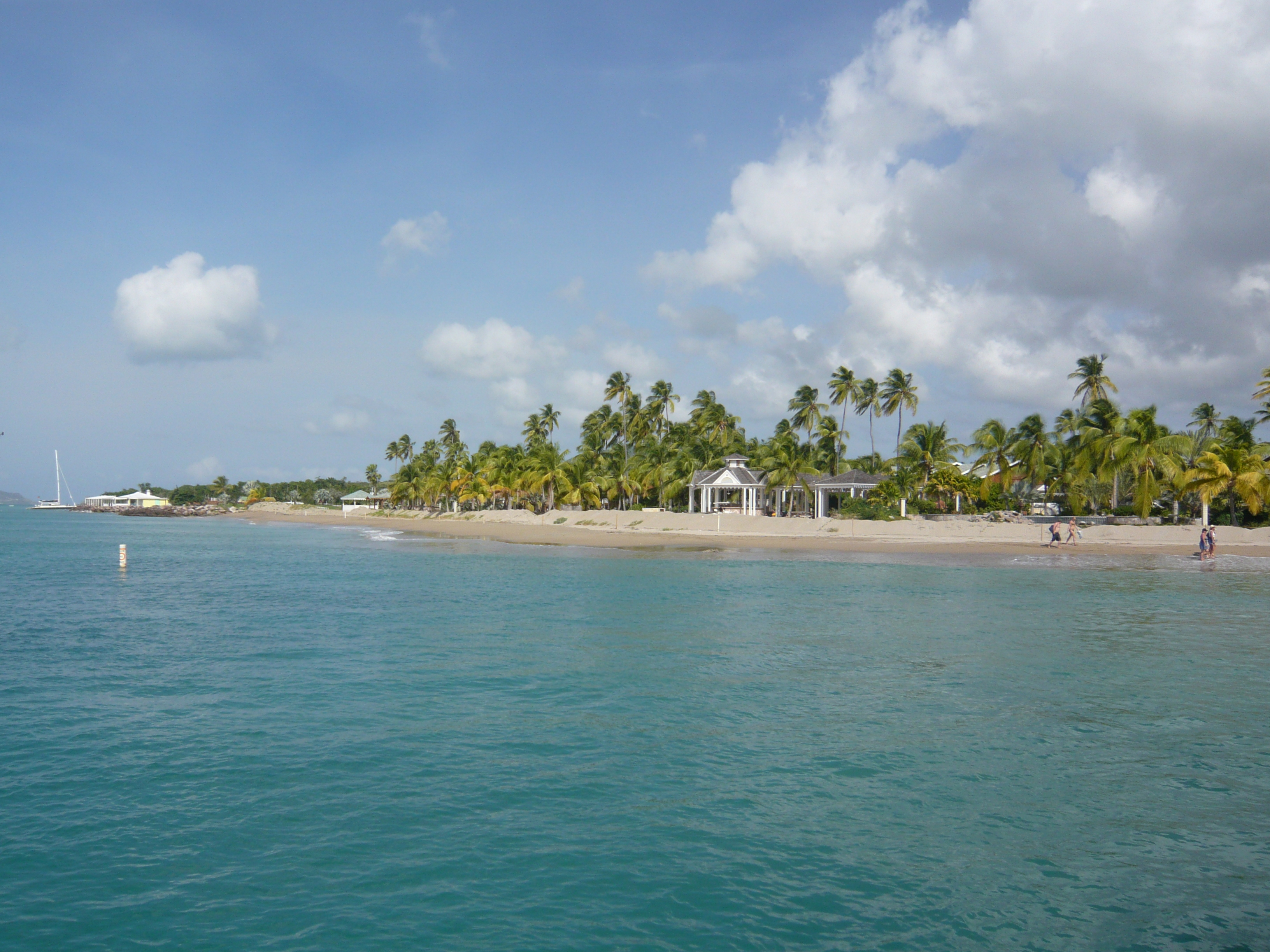
Pinney's Beach gezien vanaf de zee